# 福井県農業協同組合
福井県農業協同組合（ふくいけんのうぎょうきょうどうくみあい）は、福井県福井市に本店を置く農業協同組合（JA）である。通称はJA福井県。

## 概要
2020年4月1日に、福井県内にある10のJAが合併して発足した
。北陸農政局管内では初めてとなる県域単位での合併となった。当初、構想段階では県内すべてのJAが合併して発足する予定であったが、2019年5月に越前たけふ農業協同組合（JA越前たけふ）が臨時理事会において合併からの離脱を決定。そのため、新たに発足したJA福井県の管轄地域は、JA越前たけふの区域（越前市武生地区、南越前町）を除いた地域となった。
組織手続き上は旧福井市農業協同組合を存続法人として他組合を吸収合併した。発足時の組合員数は約10万3千人、職員数は約2300人となった（いずれも2019年12月31日時点）。
JA福井県の体制は、発足時から県内を7つの地区に分けて各地区に基幹支店を置いていたが、2023年4月1日付の機構改革で県内7地区にある基幹支店を廃止し、支店を本店直下とする事業本部制に移行することになった。

## 合併に参加したJA
福井地区
- 福井市農業協同組合（福井市南部・西部を除く福井市）
- 福井市南部農業協同組合（福井市南部）
- 永平寺町農業協同組合（吉田郡永平寺町）

坂井地区
- 春江農業協同組合（坂井市のうち旧坂井郡春江町の区域）
- 花咲ふくい農業協同組合（坂井市のうち旧坂井郡春江町を除く区域、あわら市）

奥越地区
- テラル越前農業協同組合（大野市、勝山市）

丹南地区
- 福井丹南農業協同組合（鯖江市、今立郡池田町、越前市のうち旧今立郡今立町の区域）

丹生地区
- 越前丹生農業協同組合（丹生郡越前町、福井市西部）

敦賀美方地区
- 敦賀美方農業協同組合（敦賀市、三方郡美浜町、三方上中郡若狭町のうち旧三方郡三方町の区域）

若狭地区
- 若狭農業協同組合（小浜市、大飯郡おおい町・高浜町、三方上中郡若狭町のうち旧遠敷郡上中町の区域）

## 事業所
事業所あるいは店舗の詳細は、公式サイトの支店・事業所一覧を参照。

### 主な事業所
発足当初の本所・本店は全般の統括や組織再編の検討実施に専念し、各事業は地域別の7つの基幹支店を通じて運営を行っていたが、2023年4月より農業協同組合の根幹業務といえる営農関連施設を5つの営農経済センターの下に置き、そのほかの生産者直売所（支店の購買部門を除く）・旅行代理店・自動車・農機・燃料・葬祭・高齢者ケアといった各事業所は本店直轄とし、かつ福井県経済農業共同組合連合会（JA福井県経済連）が設置する同種事業所の受託運営も開始している。　
営農経済センター
- 福井（福井市・永平寺町・越前町）[12]：福井市渕四丁目606
- 坂井（あわら市・坂井市）：坂井市坂井町上新庄第42号19
- 奥越（大野市・勝山市）：大野市中挾一丁目1301
- 丹南（鯖江市・越前市今立地区・池田町）：鯖江市中野町73−13
- 嶺南（敦賀市・小浜市・美浜町・高浜町・おおい町・若狭町）：小浜市遠敷第8号8-1

### 店舗
- 農産物直売所

- 福井地区：トレタス（福井市）、喜ね舎（きねや） 愛菜館[13]（福井市）、永平寺四季食彩 れんげの里（坂井市丸岡町、福井市大和田・ラブリーパートナー・エルパ）
- 坂井地区：ファーマーズマーケット「きららの丘」（あわら市）、農産物直売所「ゆりいち」（坂井市春江町）
- 奥越地区：なし
- 丹南地区：つつじの里さばえ（鯖江市）
- 丹生地区：丹生膳野菜（福井市）
- 敦賀美方地区：ファーマーズマーケット旬ときめき広場（敦賀市）、梅の里会館（若狭町）
- 若狭地区：若狭ふれあい市場（小浜市）
- 福井県外：若狭ふれあい市場（大阪府茨木市）[14]

### 子会社
- （株）フード福井（福井市）
  - 2024年7月時点で、福井市に2店舗、小浜市・鯖江市・坂井市に各1店舗の食料品スーパーマーケット「Aコープ」を運営。
  - 2022年、かつて各地域JAが設立した（株）JA福井市ライフサービス（現フード福井本社所在地）、（株）フード三国(当時坂井市、法人格存続し改称移転)、（株）コープさばえ（鯖江市）を統合のうえ、JA福井県直営であった小浜市の店舗（CGC加盟）を管轄下に加えた企業である。
  - JA福井市ライフサービス、コープさばえが行っていた高齢者ケア・燃料販売・葬祭事業はJA福井県へ移管。
- （株）iza（坂井市）
  - 旧フード三国本社所在地。フード福井のAコープ店舗も入居しているショッピングセンター「みくにショッピングワールド・イーザ」の管理運営。
- （株）たんなんファーム（鯖江市）
- （有）清豊会（福井市）

## 歴代組合長
- 初代：田波俊明
- ２代：冨田勇一
- ３代：齊藤雅幸